# Joel Freedman
Joel L. Freedman (* um 1943) ist ein amerikanischer Improvisationsmusiker (Cello) und Filmemacher.

## Leben und Wirken
Freedman, der in Hastings-on-Hudson aufwuchs und dessen Vater der Maler Maurice Freedman (1904–1985) ist, lernte früh Cello. Er studierte Filmwissenschaften an der Tisch School of the Arts (Bachelor, Master). 1964 trat er als Cellist in der Carnegie Hall mit dem Flötisten Martin Siegel, Barre Phillips und Charles Moffett auf. 1965 musizierte er mit Burton Greene und Perry Robinson. Im selben Jahr holte ihn Albert Ayler in seine Gruppe, mit der er auch aufnahm. Mit Bill Dixon interpretierte er 1966 mehrfach dessen Komposition Groundspeed, die die Grundlage einer Choreographie von Judith Dunn (1933–1983) war. Weiter gehörte er zu Sunny Murrays Turn of the Century Orchestra und nahm 1966 auch mit Charles Tyler auf.
Freedman unterstützte seinen Freund Roy Lichtenstein bei der Realisation von drei Film-Loops für die auf drei Bildschirmen laufende Installation Three Landscapes (1971), die ab 1969 auf Einladung des Los Angeles County Museum of Art entstand (und im Whitney Museum of American Art und der Tate Gallery gezeigt wurde). Gemeinsam mit Philip F. Messina schuf er 1970 den Antidrogen-Film Skezag, der die Vietnamkriegs-Veteranen in den Mittelpunkt stellt. Als Produzent und Regisseur erstellte er zahlreiche Dokumentarfilme, die sich vor allem mit dem Kampf der nordamerikanischen Ureinwohner und dem Zustand der Umwelt beschäftigten, etwa Broken Treaty at Battle Mountain (1975) und To Protect Mother Earth (1989), beide mit Robert Redford als Erzähler, sowie Even if a Hundred Ogres … (1996) mit Joanne Woodward als Erzählerin. Weiter war er als Executive Producer an Douglas Trumbulls Spielfilm Projekt Brainstorm (1983) beteiligt. Er ist Gründer der Produktionsgesellschaften We Make Movies, LLC und Cinnamon Productions, Inc.
Als Hochschullehrer lehrte er Filmproduktion an der Tisch School of the Arts. Auch ist er Gründungsmitglied von The Association of Independent Video and Filmmakers.

## Preise und Auszeichnungen
Gemeinsam mit Messina erhielt Freedman für Skezag den Preis der Jury beim Atlanta International Film Festival. Für To Protect Mother Earth wurde er 1990 mit dem Golden Eagle des Council on International Nontheatrical Events (CINE) ausgezeichnet.

## Filmografie (Auswahl)
- 1970: Skezag
- 1975: Broken Treaty at Battle Mountain
- 1976: The Learning Path
- 1976: Land Is Life
- 1989: To Protect Mother Earth - Broken Treaty II
- 1996: Even if a Hundred Ogres …
- 2012: Sam’s War. A GI’s Journey

## Diskographische Hinweise
- Albert Ayler Live in Greenwich Village: The Complete Impulse Sessions (Impulse1965–67, ed. 1998)
- Charles Tyler Ensemble (ESP 1966)